# ジョシュア・ラッシュ
ジョシュア・ラッシュ（Joshua Rush、2001年12月14日 - ）は、アメリカ合衆国の俳優。

## 出演作品
- かぞくモメはじめました
- CHUCK/チャック シーズン4（チャック（幼少時代））
- CHUCK/チャック シーズン3（チャック（幼少時代））
- アンディ・マック（サイラス役）

【映画】
●エミリー 悪魔のベビーシッター（ジェイコブ役）